# Justicia caudata
Justicia caudata là một loài thực vật có hoa trong họ Ô rô. Loài này được A. Gray mô tả khoa học đầu tiên năm 1886.